# Le Gâteau magique
Pour l’article homonyme, voir Gâteau magique.
Pour plus de détails, voir Fiche technique et Distribution.
Le Gâteau magique (The Magic Pudding) est un film d'animation australien réalisé par Karl Zwicky, sorti en 2000.

## Synopsis
Bunyip Bluegum est un jeune koala qui est à la recherche de ses parents. Il croise la route de Bill Barnacle, un vieux marin, et de Sam Swanoff, un manchot. Tous deux sont accompagnés d'Albert, un gâteau magique qui change de saveur à volonté et ne disparaît jamais. Buncle le wombat, un ancien marin de Bill, cherche à s'emparer du gâteau magique pour avoir une réserve de nourriture éternelle.

## Fiche technique
- Réalisation : Karl Zwicky
- Scénario : Harry Cripps, Greg Haddrick et Simon Hopkinson, d'après le livre pour enfants du même titre de Norman Lindsay
- Montage : Richard Hindley
- Musique : Chris Harriott
- Pays de production :  Australie
- Langue originale : anglais
- Genre : film d'animation, film musical
- Durée : 80 minutes
- Dates de sortie : 
  - Australie : 14 décembre 2000
  - France : 23 octobre 2002

## Distribution

### Voix originales
- John Cleese : Albert, le gâteau magique
- Geoffrey Rush : Barnabé Bluegum
- Hugo Weaving : Bill Beluga
- Sam Neill : Sam Cloulebec
- Jack Thompson : Buncle
- Toni Collette : Meg Bluegum
- Roy Billing (en) : Tom Bluegum
- Greg Carroll : Watkin
- Dave Gibson : Possum
- Mary Coustas (en) : Ginger

### Voix françaises
- Michel Prud'homme : Albert
- Pierre-François Pistorio : Albert / Watkin Wombat (voix chantées)
- Vincent de Bouard : Barnabé
- Michel Ruhl : Bill
- Daniel Beretta : Bill / Brutus (voix chantées)
- Jean-Claude Donda : Sam / Fergus
- Christian Pelissier : Brutus
- Bruno Dubernat : Watkin Wombat
- Natacha Muller : Ginger
- Claude Lombard : Ginger / la mère de Barnabé (voix chantées)
- Jacques Dynam : Oncle Persépoil
- Patrice Schreider : Possum (voix chantée)

Source : version française sur le site Planète Jeunesse

Photos des acteurs principaux
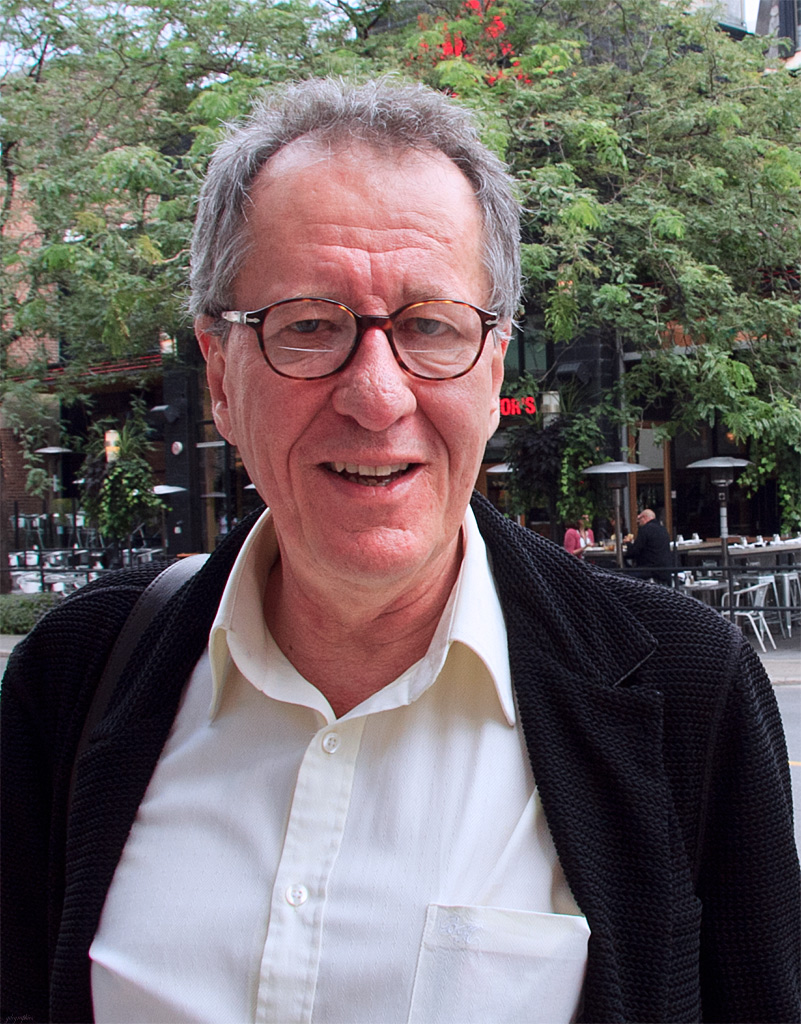
Geoffrey Rush
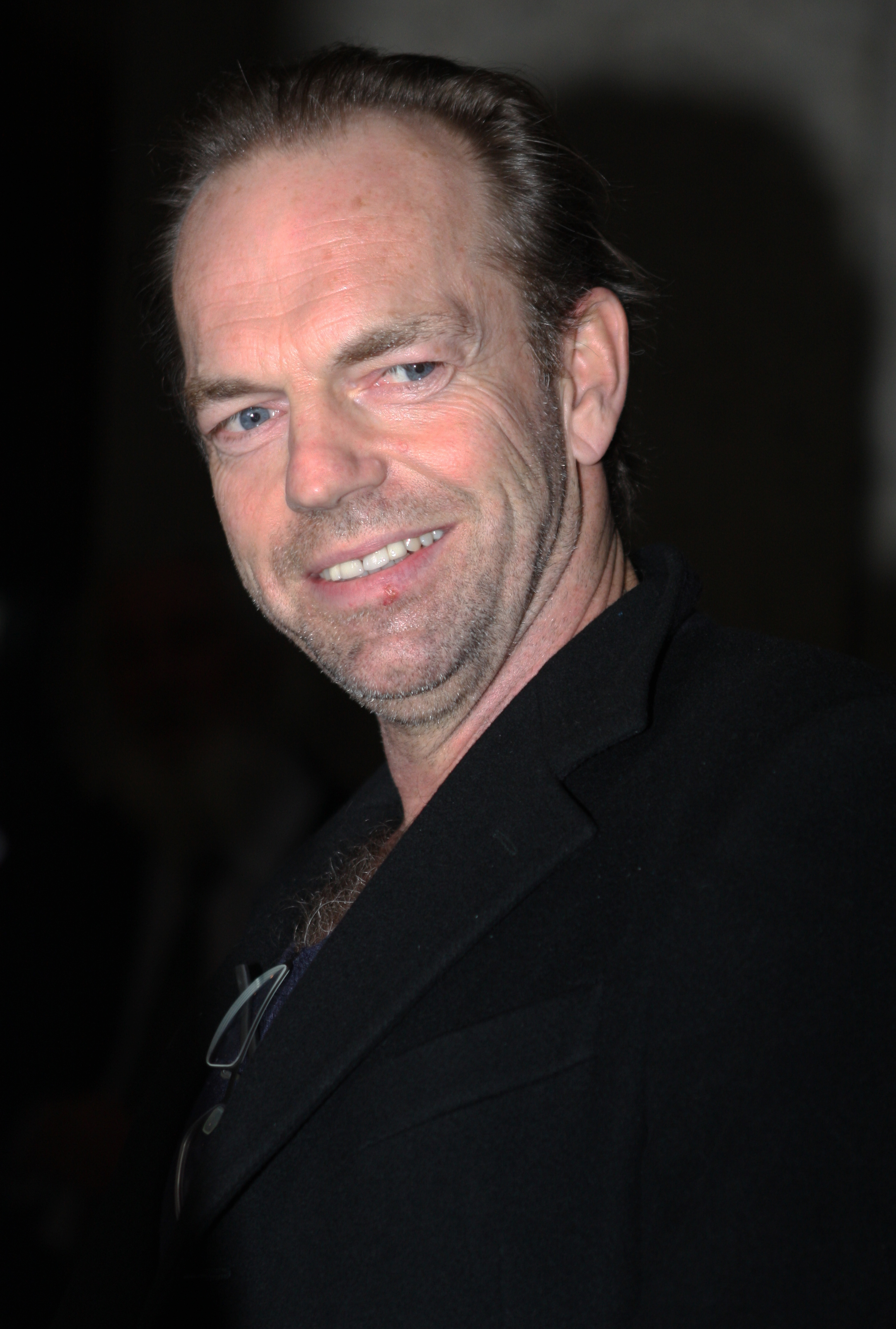
Hugo Weaving
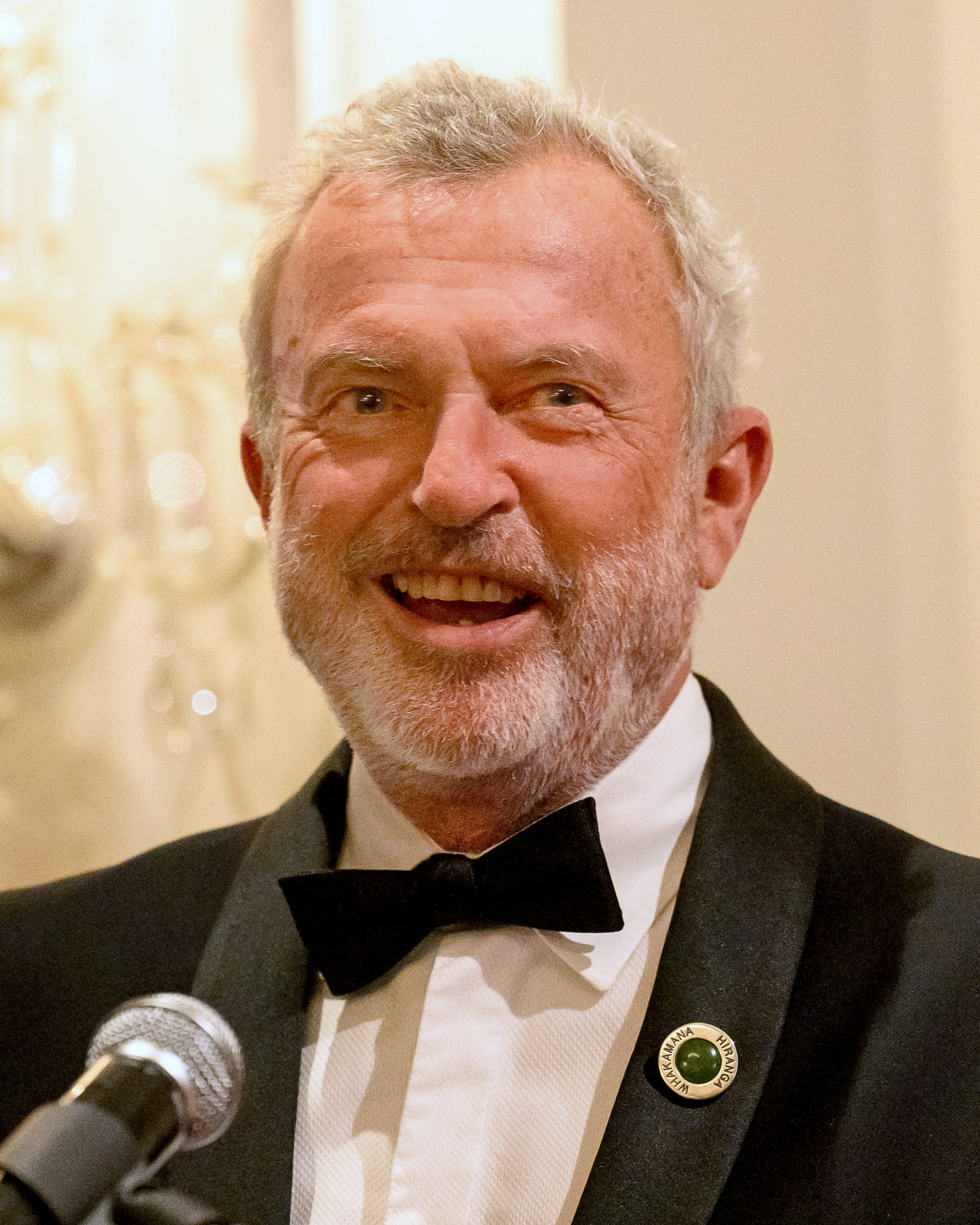
Sam Neill
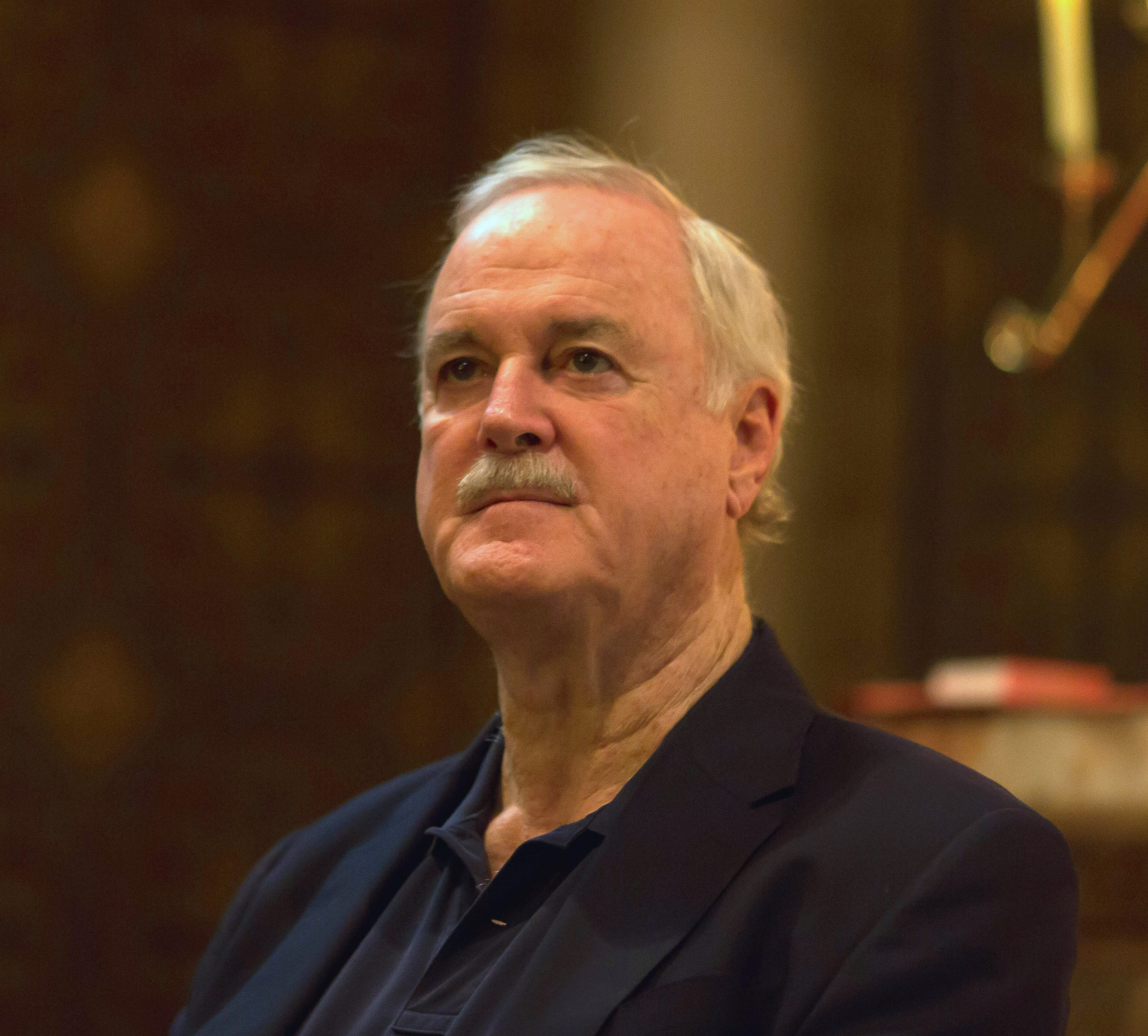
John Cleese
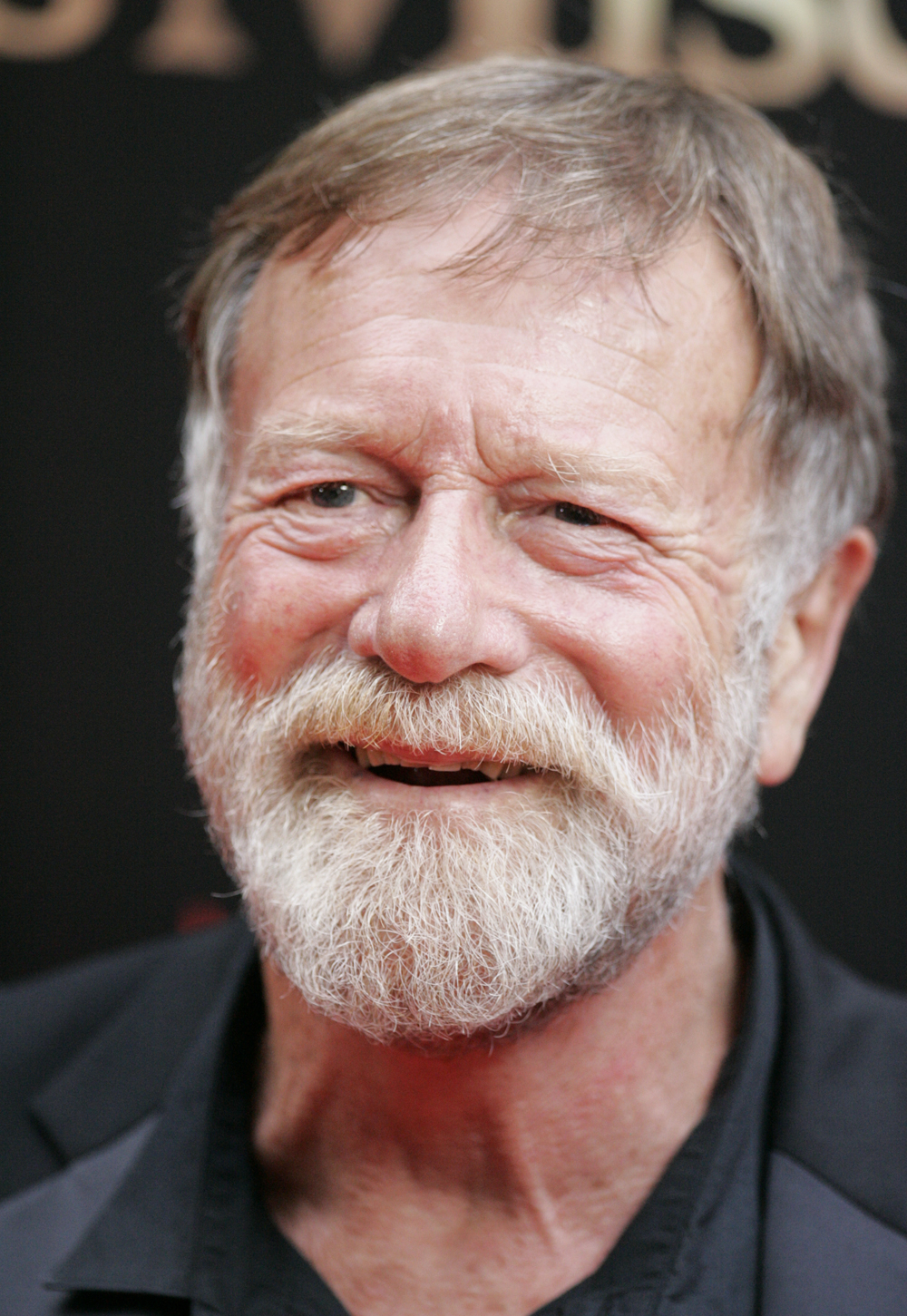
Jack Thompson
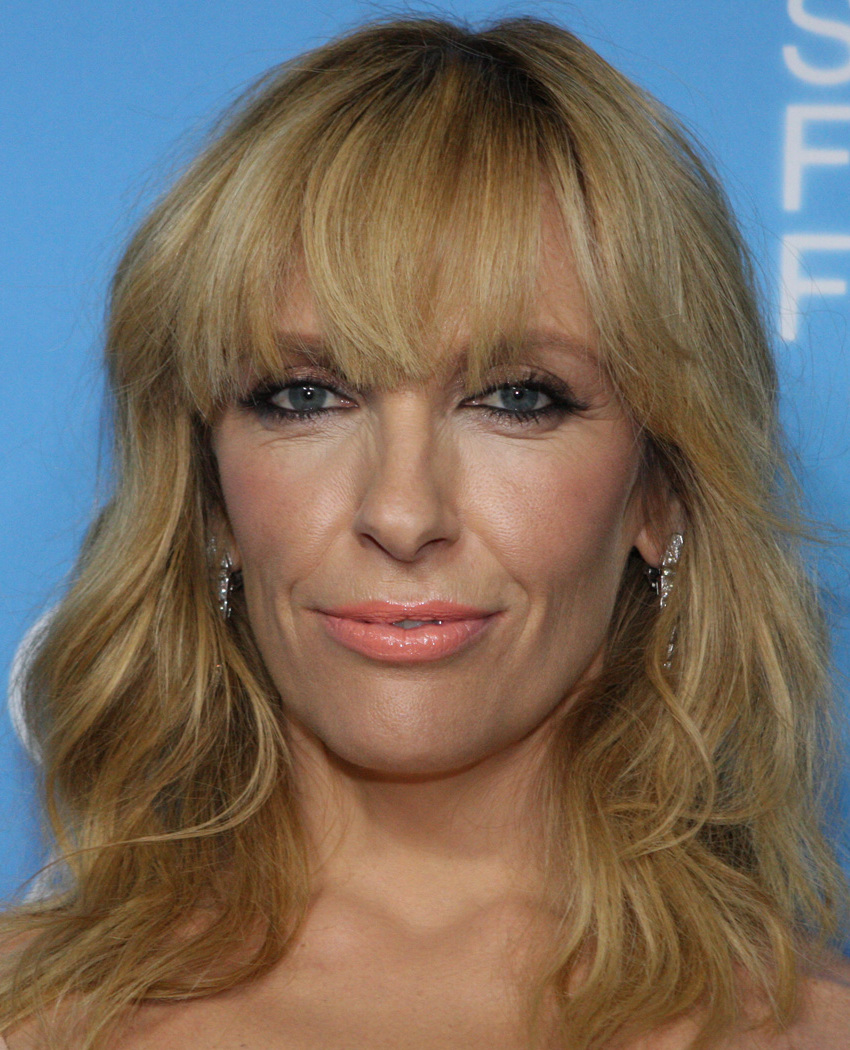
Toni Collette
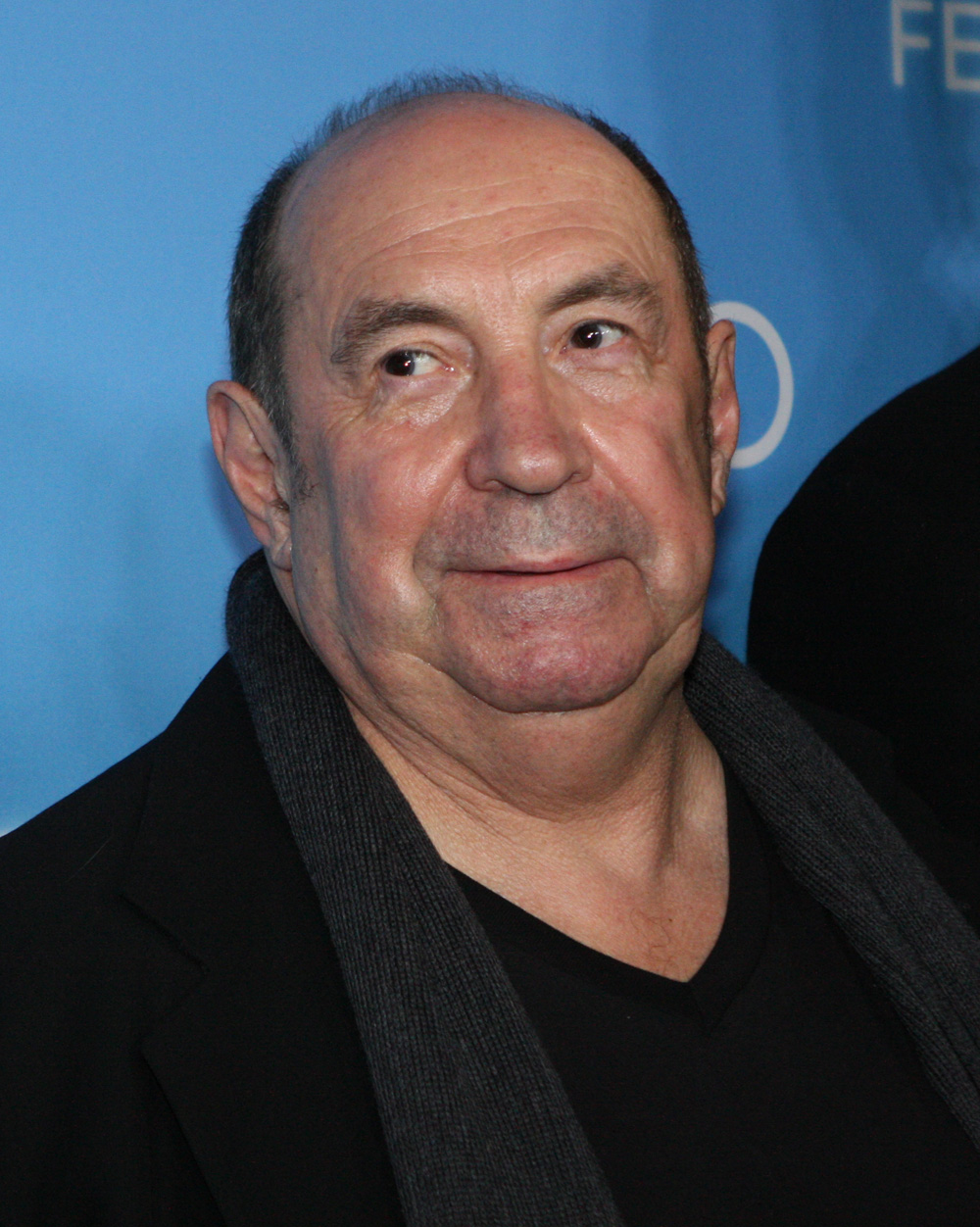
Roy Billing
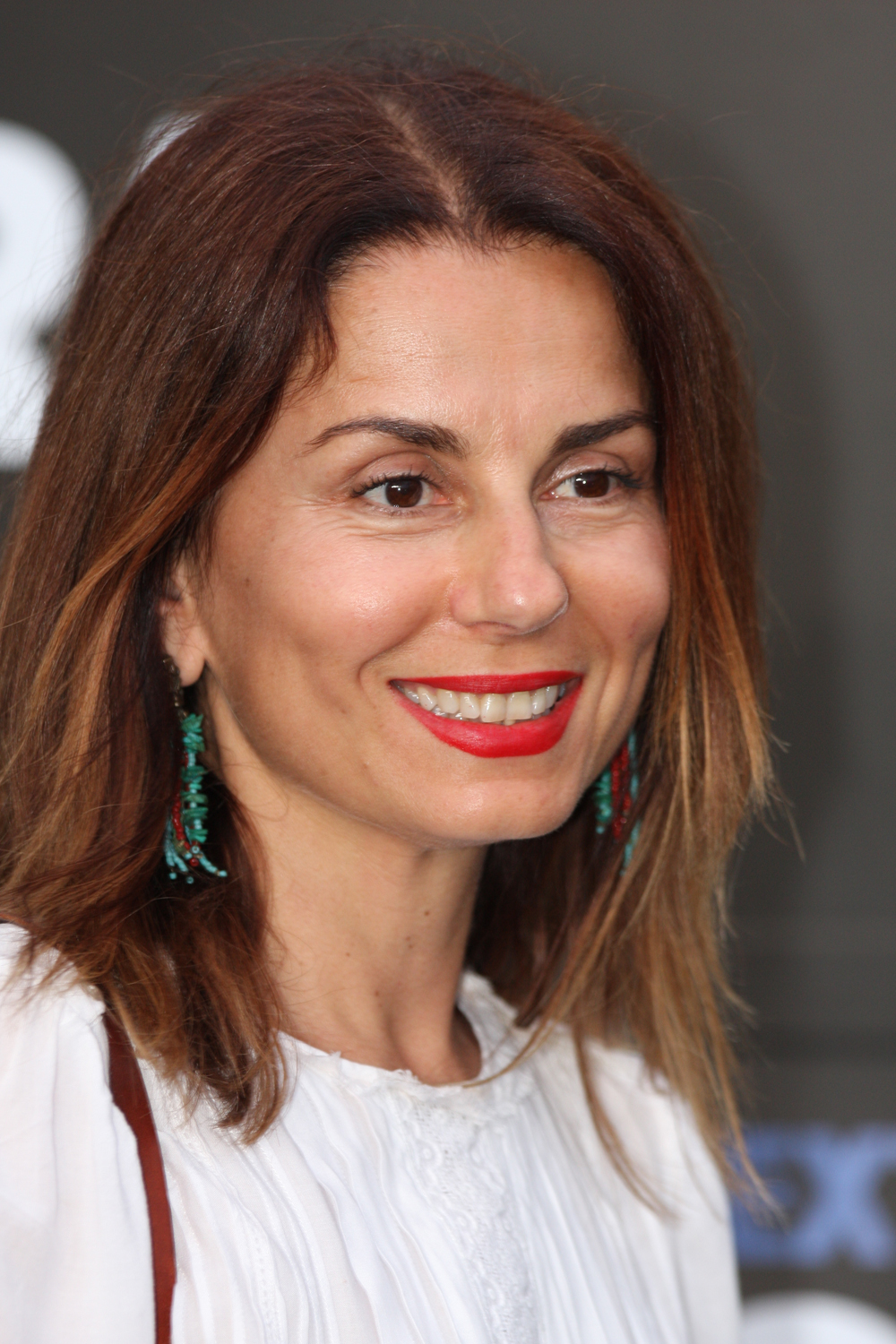
Mary Coustas

## Accueil
Le film a été un échec commercial, rapportant seulement 315 000 $ au box-office australien. Il a réalisé 20 183 entrées en France.
Il a été nommé aux AFI Awards dans les catégories du meilleur scénario adapté et du meilleur son.